# Laurent-Perrier
Le groupe Laurent-Perrier est créé en 1983 par Bernard de Nonancourt et est coté à la Bourse de Paris,.
Le groupe distribue exclusivement du champagne. En 2019, 11,8 millions de bouteilles sont vendues et 70 % du chiffre d'affaires est réalisé à l'export.

## Marques

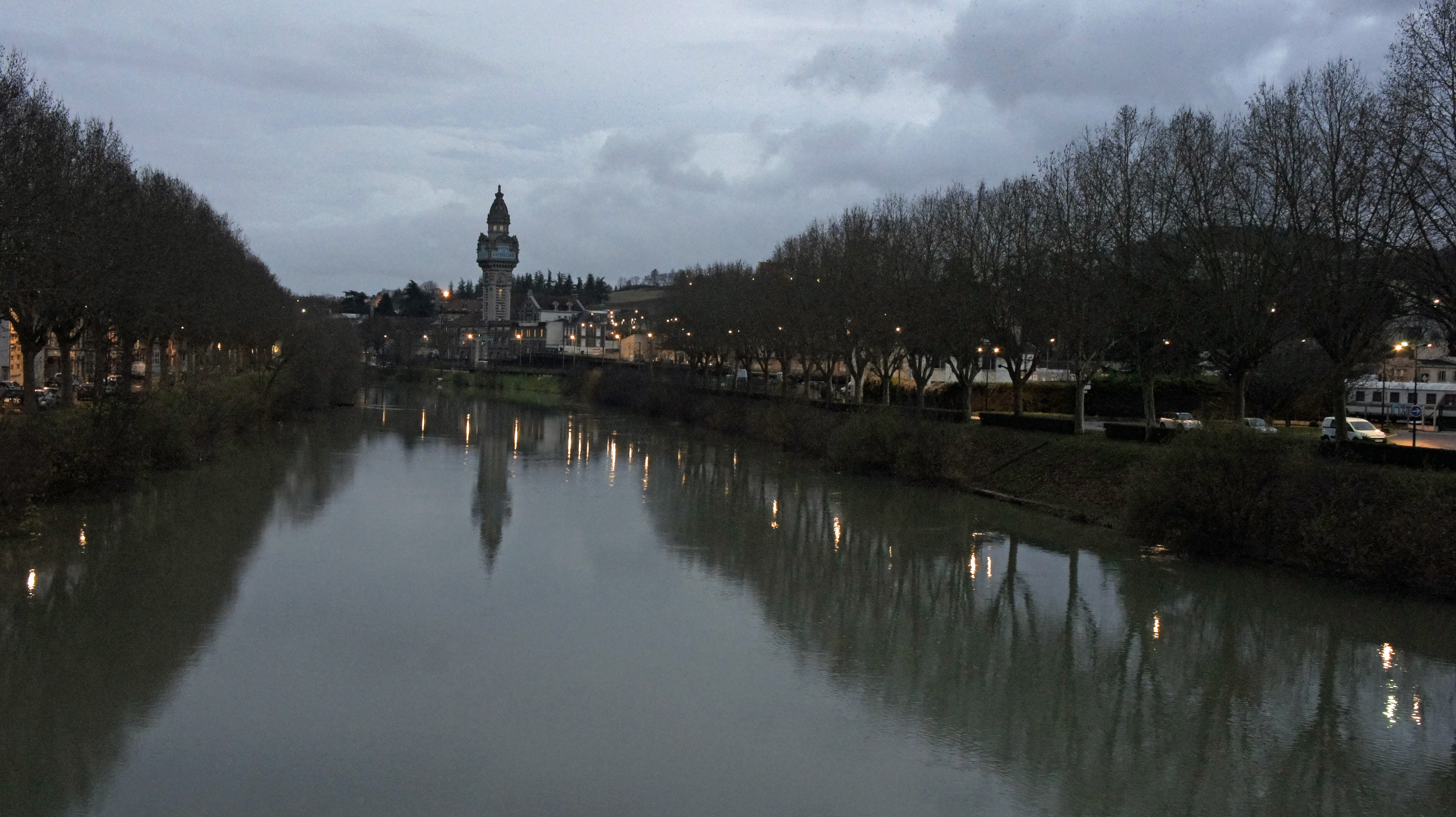
Maison de champagne de Castellane, au bord de la Marne, à Épernay.

Le groupe Laurent-Perrier comprend les maisons suivantes :
- Champagne Laurent-Perrier
- Champagne de Castellane
- Champagne Salon
- Champagne Delamotte

En 2004, Laurent-Perrier rachète à la famille Trouillard Château Malakoff qui comprend les maisons de Champagne Beaumet, Jeanmaire et Oudinot.
Le portefeuille de marque est complémentaire avec une distribution sur tous les circuits (restaurants, bars, cavistes, grande distribution, etc.).

## Actionnaires
| Actionnaire                       | %      |
| --------------------------------- | ------ |
| De Nonancourt (famille)           | 61,0 % |
| First Eagle Investment Management | 9,78 % |
| Fidelity Management & Research    | 3,15 % |
| Mousse Partners                   | 2,50 % |
| DNCA Finance                      | 1,23 % |
| FIL Gestion                       | 0,85 % |
| March Asset Management            | 0,62 % |
| Laurent-Perrier (auto-contrôle)   | 0,54 % |
| Dimensional Fund Advisors         | 0,41 % |
| Lindsell Train                    | 0,32 % |
| Mise à jour 28 janvier 2019       |        |